# Михраниды Гугарка
Михраниды Гугарка — иранская княжеская династия, которая управляла армяно-иберийским приграничным регионом Гугарк в период с около 330 года до VIII века. Они носили титул питиахш (маркграф).

## История
Хотя семья заявляла о своем происхождении от персидских сасанидских правителей Ирана, на самом деле они были ветвью династии Михрана, одного из Семи великих домов Парфии. Первым питиахшем династии был Фируз Михранид, который вытеснил питиахшей Гушаридов из Гугарка, тем самым положив начало правлению там Михранидов. В этот период Михраниды пользовались теплыми отношениями с недавно созданной династией Хосроидов в Иберии, также ветвью Михранидов. Фируз Михранид был зятем Мириана III, первого христианского короля Иберии. Хотя Фируз отказался принять христианство, он по-прежнему оставался верным иберийскому королю. Он и его последователи окончательно обратились в христианство во время правления сына и преемника Мириана III Вараза-Бакура III (годы правления 363?–380).
Гугарк обычно подчинялся Армянскому королевству, но попал под власть Иберии после того, как сасаниды и римляне разделили Армению в 387 году. Незадолго до этого Иберийское царство перешло под власть Сасанидов после вторжения туда шахиншах Шапур II (годы правления 309–379). Варскен отправился в Иран в 470 году, где он принял зороастризм и перешёл от Иберийской монархии к Сасанидской империи. В награду за смену религии он получил наместничество Кавказской Албании и заключил брак с дочерью Пероза Святой Шушаник. Поддерживая свою проиранскую позицию, он пытался заставить свою семью принять зороастризм, в том числе свою первую жену Святую Шушаник, что в конечном итоге привело её к мученической смерти от насилия, причиненного её мужем. Его политика была неприемлема для иберийского царя Вахтанга I (годы правления  447/49–502/22), который убил его, а затем восстал против Ирана в 482 году. Питиахш Вахрам-Аршуша V встал на сторону сасанидов во время византийско-сасанидской войны 602–628 годов и был взят в плен в битве при Ниневии 12 декабря 627 года.
В VIII веке земли и титулы Михранидов были приобретены армянскими князьями Багратидов, что ознаменовало конец правления Михранидов Гугарка.

## Список питиахшей
Американский историк Кирилл Туманов на основе доступных источников составил список правящих Михранидов питиахшей Гугарка, хотя он остается неполным:
| Имя             | Годы правления                 |
| --------------- | ------------------------------ |
| Фируз Михранид  | 330–361?                       |
| Бакур I         | после 394–430                  |
| Аршуша I        | после 430–?                    |
| Бакур II        | середина V века                |
| Аршуша II       | ?–470                          |
| Варскен         | 470–482                        |
| Аршуша III      | 482–после 540/1                |
| Аршуша IV       | ок. первого десятилетия VII в. |
| Вахрам-Аршуша V | конец 620-х годов              |
| Аршуша VI       | середина VIII века             |